# Paron
Paron település Franciaországban, Yonne megyében. Lakosainak száma 4855 fő (2022. január 1.). Paron Saint-Martin-du-Tertre, Collemiers, Gron, Nailly, Sens és Subligny községekkel határos.

## Népesség
A település népességének változása:
| Lakosok száma | 4866 | 4977 | 4853 | 4841 | 4828 | 4825 | 4824 | 4855 |
|               | 2015 | 2016 | 2017 | 2018 | 2019 | 2020 | 2021 | 2022 |